# Église de Vimpeli
L'église de Vimpeli (finnois : Vimpelin kirkko) est une église luthérienne  située à Vimpeli en Finlande,.

## Présentation
L'édifice est conçu par  Jacob Rijf et construit en 1807.
Le retable représentant le Christ sur la croix est peint en 1872 par Robert Wilhelm Ekman.
L'orgue à 15 jeux est livré en 1944 par la fabrique d'orgues de Kangasala